# Aliona Kánysheva
Aliona Dmítriyevna Kánysheva (también escrito Alena Kanysheva; en ruso: Алёна Дмитриевна Канышева; Moscú, 15 de junio de 2005) es una patinadora artística sobre hielo rusa. Ganadora de la medalla de plata en los eventos del Grand Prix Júnior de Armenia y Austria. Medallista de bronce de la Final del Grand Prix de 2018-2019.

## Carrera
Tuvo su primera participación nacional en el Campeonato de Rusia en nivel júnior en el año 2018, donde quedó en el octavo lugar. Debutó en nivel júnior internacional en la serie del Grand Prix Júnior, su primer evento fue en Linz, Austria, donde se ubicó en segundo lugar en los programas corto y libre, se llevó la medalla de plata. En su segundo evento, celebrado en Armenia, obtuvo el segundo lugar en el programa corto y quedó tercera en el libre, ganó la medalla de bronce. Kánysheva logró clasificar a la Final del Grand Prix Júnior, celebrada en Vancouver, donde se ubicó en tercera posición en los programas corto y libre, la puntuación de ambos programas le dio la medalla de bronce, además logró mejorar sus marcas personales.

### Programas
|           | Programa corto                                           | Programa libre                                                  | Exhibición |
| --------- | -------------------------------------------------------- | --------------------------------------------------------------- | ---------- |
| 2018-2019 | The Show Must Go On (Moonlight Sonata de Natalia Posnova | Dreams of a Winter Journey de la Orquesta Filarmónica de Berlín |            |

### Resultados detallados
- Mejores marcas personales aparecen en negrita

| Temporada 2018-2019                    | Temporada 2018-2019               | Temporada 2018-2019 | Temporada 2018-2019 | Temporada 2018-2019 | Temporada 2018-2019 |
| Fecha                                  | Evento                            | Nivel               | Programa corto      | Programa libre      | Total               |
| -------------------------------------- | --------------------------------- | ------------------- | ------------------- | ------------------- | ------------------- |
| 6–9 de diciembre de 2018               | Final del Grand Prix de 2018-2019 | Júnior              | 3 68.66             | 3 129.48            | 3 198.14            |
| 24–28 de octubre de 2018               | Golden Bear de Zagreb 2018        | Júnior              | 1 71.50             | 1 126.17            | 1 197.67            |
| 10–13 de octubre de 2018               | Grand Prix Júnior de Armenia 2018 | Júnior              | 2 67.75             | 3 119.80            | 2 187.55            |
| 29 de agosto – 1 de septiembre de 2018 | Grand Prix Júnior de Austria 2018 | Júnior              | 2 67.77             | 2 124.07            | 2 191.84            |
| Temporada 2017-2018                    |                                   |                     |                     |                     |                     |
| Fecha                                  | Evento                            | Nivel               | Programa corto      | Programa libre      | Total               |
| 23–26 de enero de 2018                 | Campeonato de Rusia Júnior 2018   | Júnior              | 9 67.94             | 8 127.18            | 8 195.12            |
| Temporada 2016-2017                    |                                   |                     |                     |                     |                     |
| Fecha                                  | Evento                            | Nivel               | Programa corto      | Programa libre      | Total               |
| 19–27 de noviembre de 2016             | Trofeo Talin 2016                 | Amateur             | 1 45.34             | 2 88.84             | 1 134.18            |